# قطعنامه ۱۵۹۵ شورای امنیت
قطعنامه  ۱۵۹۵ شورای امنیت سازمان ملل متحد که در تاریخ ۰۷ آوریل ۲۰۰۵ تصویب شد، سندی بین‌المللی دربارهٔ بررسی وضعیت خاورمیانه است. این قطعنامه طی نشست ۵۱۶۰ام با ۱۵ رای موافق، ۰ مخالف و ۰ ممتنع تصویب شد.